# Шешори (фестиваль)
«Шешо́ри» — український міжнародний щорічний фестиваль етнічної музики та лендарту, що проводився з 2003 до 2013 року.

## Історія
Вперше фестиваль було проведено 2003 року в селі Шешори Косівського району Івано-Франківської області. До 2006 року фестиваль проводився у Шешорах, 2007 року його проводили біля села Воробіївки Немирівського району на Вінниччині. З 2009 по 2013 роки відбувався під назвою Арт-Поле.
У фестивалі брали участь колективи із багатьох країн, в тому числі з Австрії, Болгарії, Молдови, Польщі, Росії, Білорусі, Словаччини, Франції, Швеції, Чехії та України.
Засновник фестивалю — інформаційно-видавничий центр «Зелене досьє», активісти якого почали здійснювати природоохоронну діяльність у 1993 році.
Концепція фестивалю: творче й гармонійне співіснування людини зі світом.
Місце проведення фестивалю, село Шешори, належить до тих українських земель, де етнічне перетворення українців на росіян не зайшло далеко, де різницю між українським та чужим (зокрема, російським) люди відчувають природно. Музична складова фестивалю була головною. Проте, форми й фактури фестивального природного середовища були сприятливі для втілення найрізноманітніших художніх задумів ленд-артівського напрямку.

## Фотографії

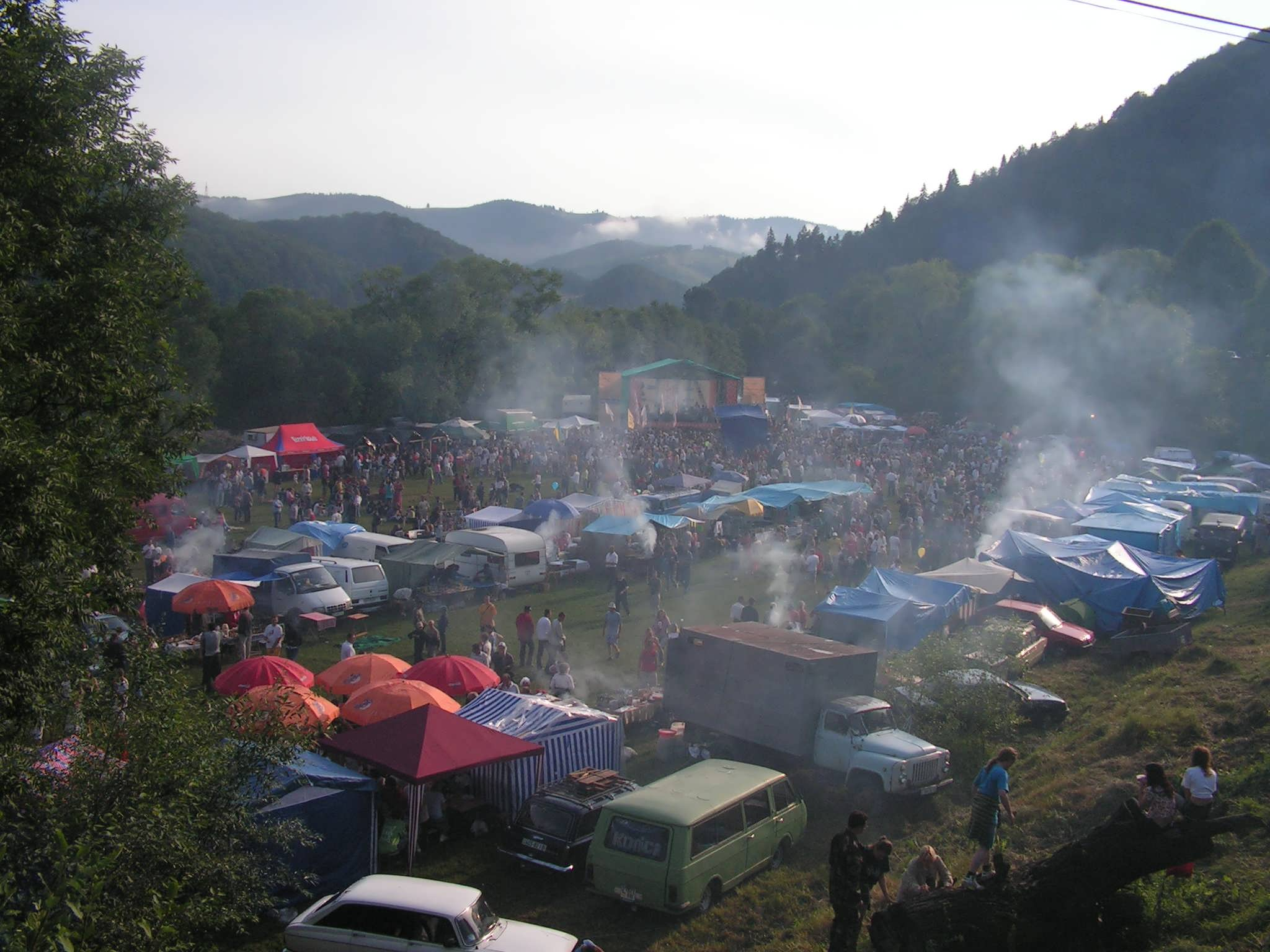
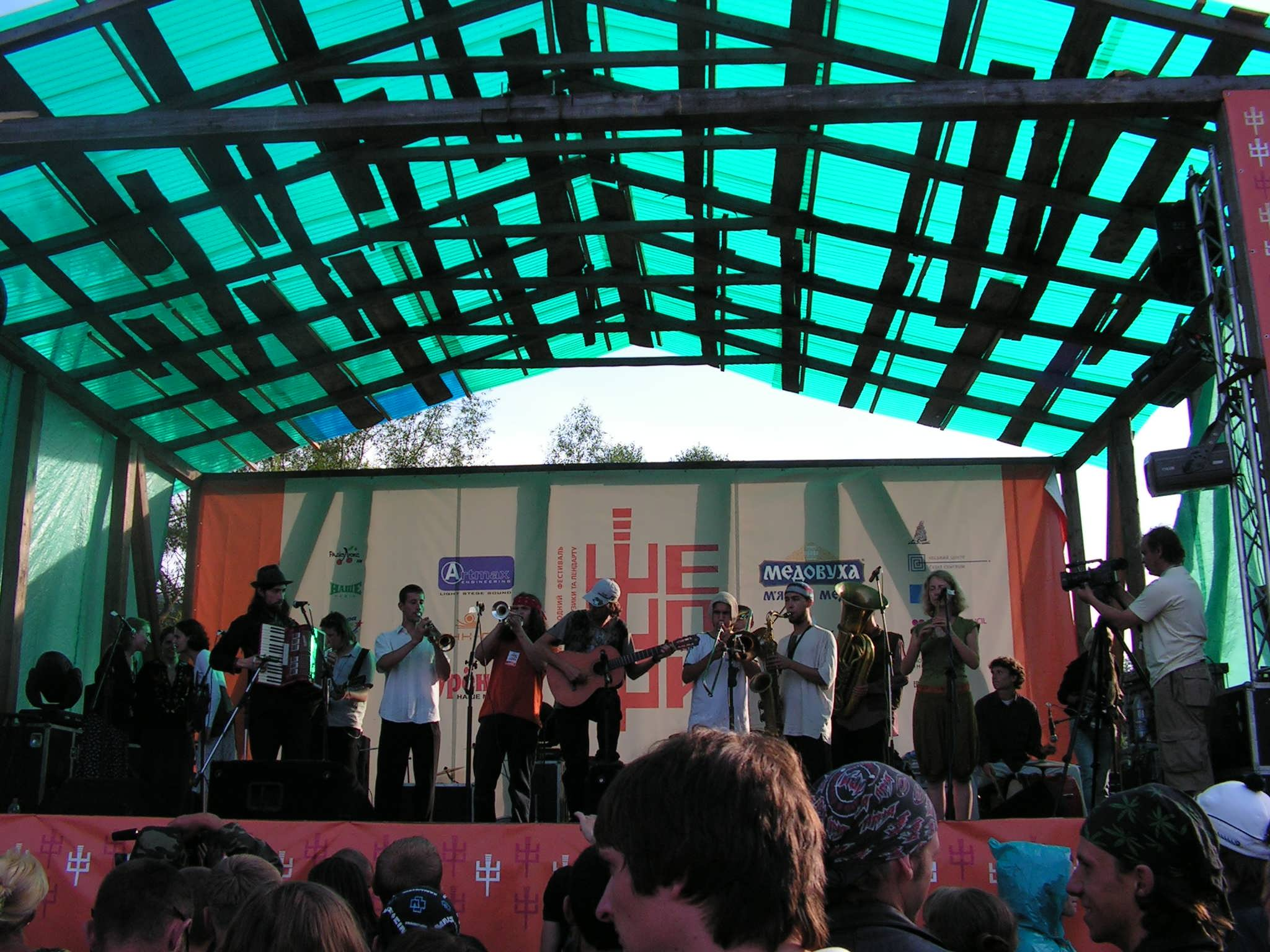
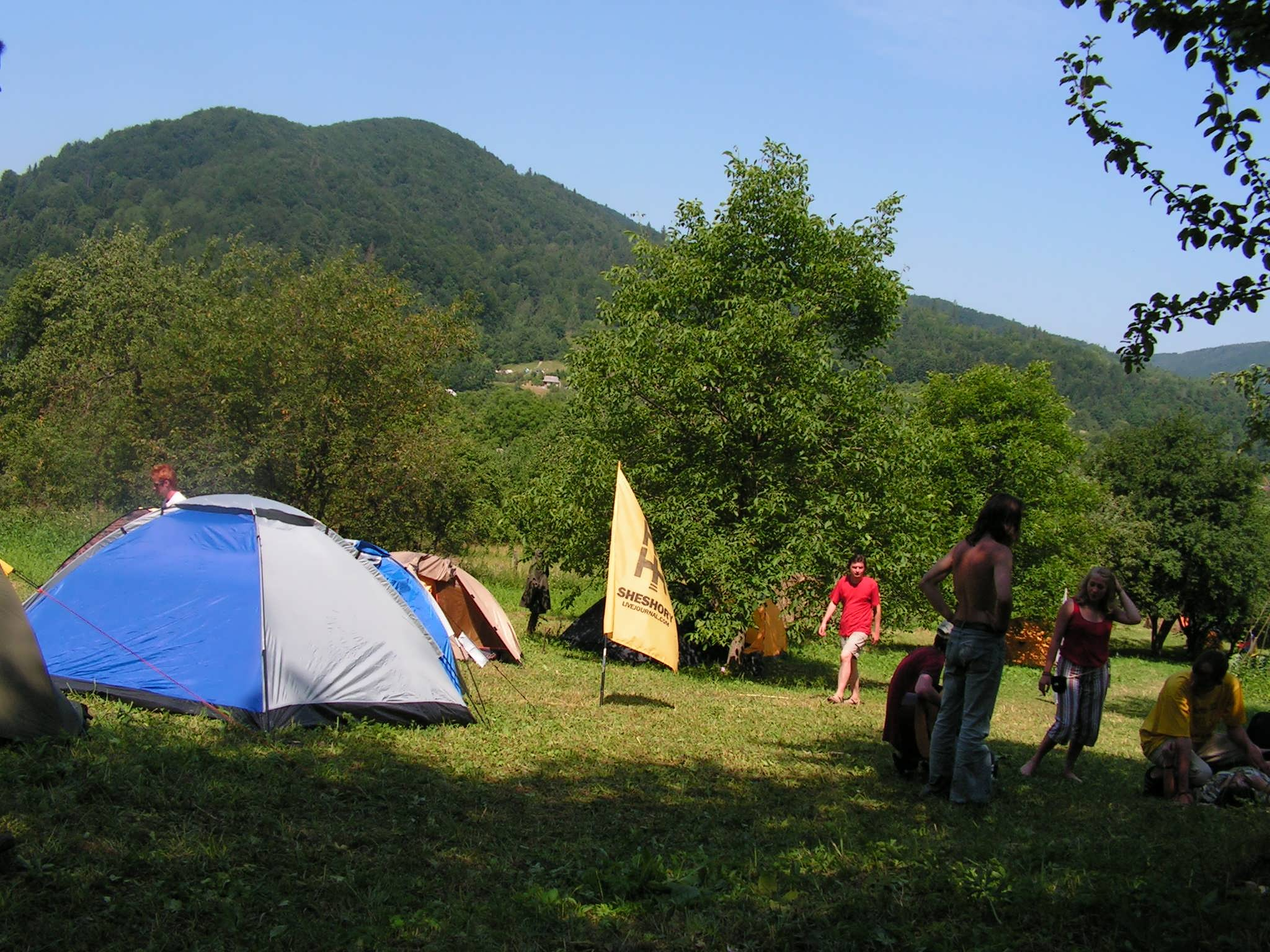